# 무의공 이순신 묘
무의공 이순신 묘(武毅公 李純信 墓)는 대한민국 경기도 광명시 일직동에 있다. 1987년 9월 10일 광명시의 향토문화유산 제4호로 지정되었다.

## 개요
임진왜란시 충무공 휘하의 장수로 공을 세운 무의공 이순신의 묘로 장방형 등의 형식에서 조선 중기 무덤 양식을 살펴볼 수 있는 묘이다.

## 같이 보기
- 이순신 (1553년)